# Emma Eames
Emma Eames (Shanghai, 13 agosto 1865 – Manhattan, 13 giugno 1952) è stata un soprano statunitense, famosa per la bellezza della sua voce. Ha cantato importanti ruoli lirici e lirico-drammatici nell'opera e ha avuto un'importante carriera a New York, Londra e Parigi durante l'ultimo decennio del XIX secolo e il primo decennio del XX secolo.

## Biografia

### Primi anni
Figlia di un avvocato internazionale, Emma Eames nacque a Shanghai, in Cina e crebbe a Portland e Bath, nello stato americano del Maine. La qualità promettente della sua voce fu riconosciuta presto da sua madre e ricevette lezioni di canto fin da piccola. Frequentò la scuola a Boston, dove studiò canto con Clara Munger e successivamente con Charles R. Adams.
In seguito prese lezioni di canto a Parigi con l'insegnante di grande successo ma autocratica dei soprani belcantistici, il mezzosoprano Mathilde Marchesi. Fu notata dalla stampa al momento della morte della Marchesi nel 1913 quando la Eames aveva elogiato l'insegnamento ricevuto da quell'insegnante. Successivamente, però, scelse di minimizzare l'influenza della Marchesi sulla sua tecnica vocale.

### Carriera come cantante

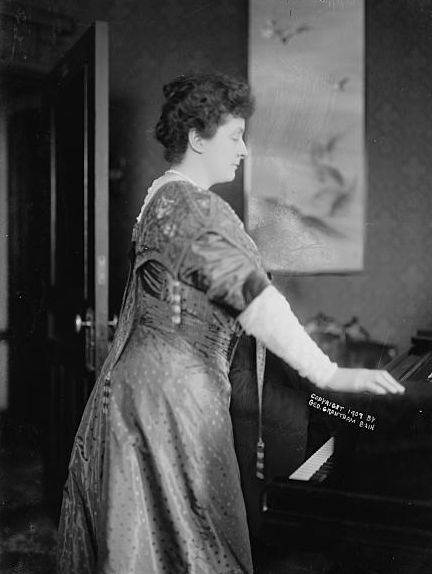
Emma Eames contempla il suo pianoforte

La Eames fece il suo debutto operistico professionale nel Romeo e Giulietta di Gounod presso la sede dell'Opéra di Parigi, il Palais Garnier, nel 1889. Avrebbe interpretato il ruolo di Juliette molte altre volte durante i due anni successivi, aggiungendo altre importanti parti dell'opera francese a lei repertorio. Già nel novembre 1889 il quotidiano The Times la definì "la cantatrice preferita dell'Opera". Lasciò però la compagnia nel 1891. Accettò di cantare di nuovo a Parigi nel 1904, in uno spettacolo di beneficenza della Tosca di Puccini, ma questa produzione è stata messa in scena a La Salle Favart piuttosto che al Palais Garnier.

Il 9 novembre 1891 la Eames fece il suo debutto con la Metropolitan Opera in tournée a Chicago, con la Chicago Symphony Orchestra all'Teatro Auditorium, come Elsa nel Lohengrin di Wagner. Diventò rapidamente una delle preferite dal pubblico del Met. Si esibirà regolarmente al Met in una varietà di opere fino al 1909, quando una lite con la direzione fece accelerare la sua partenza. La Eames ha anche fatto numerose apparizioni di successo alla Royal Opera House di Londra, al Covent Garden. Cantò in quel teatro a intermittenza dal 1891 al 1901 e si affermò come una vera rivale della diva regnante del Covent Garden, Nellie Melba, che le era cordialmente antipatica. La Eames cantò anche a Madrid e realizzò lucrosi impegni di canto nell'elegante Grand Théâtre de Monte Carlo di Monaco durante gli anni 1890.

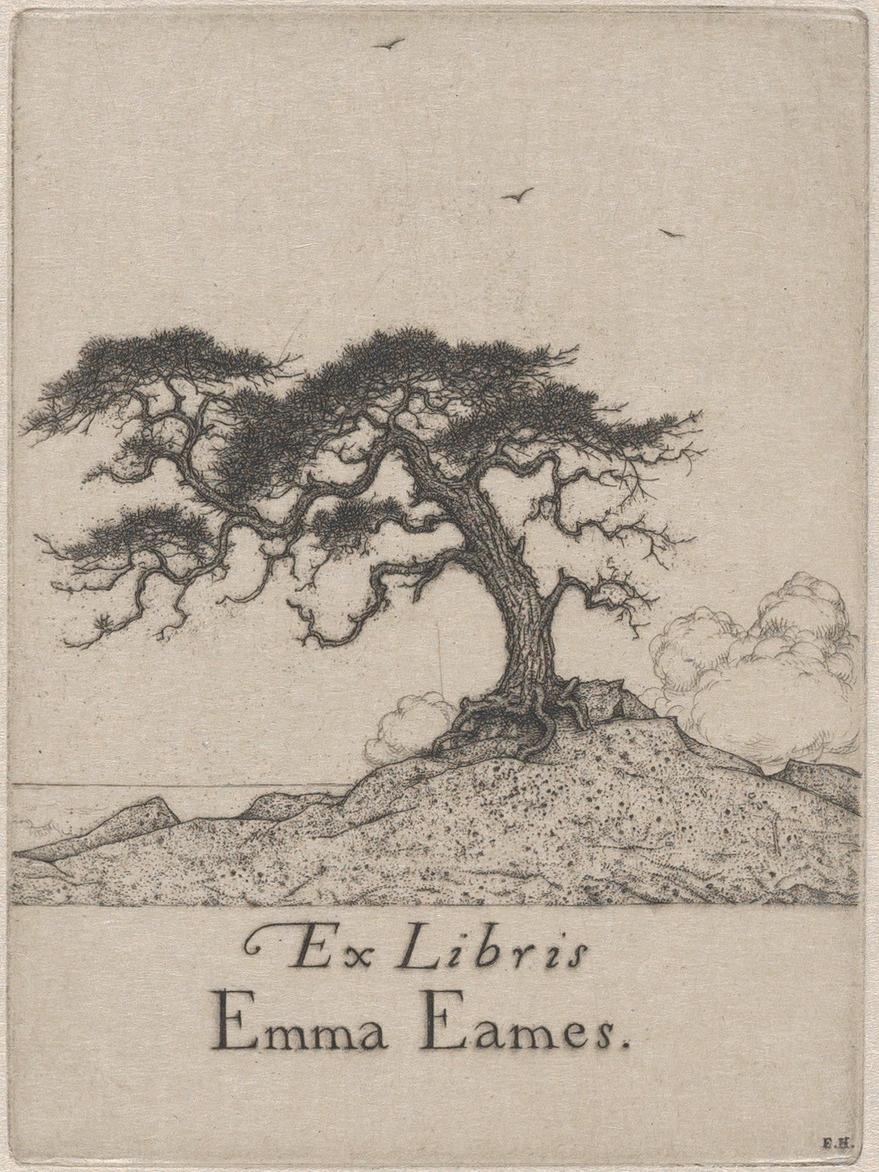
Ex Libris Emma Eames, e di Ernest Haskell

Nel 1906 la Eames visitò San Francisco con una compagnia itinerante di importanti cantanti del Met. Fu fortunata a sopravvivere illesa quando un devastante terremoto e un incendio colpirono la città, danneggiando il suo hotel. La Eames diede i suoi spettacoli d'addio durante le stagioni 1911-12 con la compagnia d'opera di Boston. Intraprese quindi una serie di tournée negli Stati Uniti, apparendo per l'ultima volta sul palco del recital nel 1916, momento in cui la sua voce mostrava segni di deterioramento. La sua autobiografia, Some Memories and Reflections, fu pubblicata nel 1929.
I comunicati stampa della Eames comprendevano le seguenti testimonianze prese a caso dall'inizio della sua carriera:

#### Opera di Parigi
Ascanio di Saint-Saëns, 1890: ""Mon coeur est sous la pierre", di Colombe... cantata con gusto squisito e senza accompagnamento... una deliziosa Colombe... arte consumata... che evoca consensi unanimi".

#### Covent Garden
Faust di Gounod, 7 aprile 1891: "al debutto... immediato e grandissimo successo... note medie della voce, che hanno una qualità peculiarmente bella... avvicinandosi al timbro del mezzosoprano... l'organo come nel complesso, anche se estremamente dolce, non è molto potente, ma il metodo della cantante non lascia nulla a desiderare e la sua esecuzione di passaggi brillanti è pulita e accurata... [e sebbene] non una quantità molto sorprendente di potenza tragica... affascinante e sinceramente artistica”.
Lohengrin di Wagner, 11 aprile 1891: "[come Elsa] molto successo... grande fascino della sua voce". Infatti Hatton avrebbe affermato nel 1931 che "La personalità suprema è colei che può monopolizzare una parte senza che alcun cambiamento sia mai richiesto o desiderato, come... Emma Eames nel ruolo di Elsa".
Werther di Massenet, 1894: "Mme. Emma Eames canta e si comporta in modo molto affascinante come Charlotte ... la bella qualità delle note più basse della cantante ... la sua esibizione ha avuto pieno successo".

### La sua voce e le registrazioni

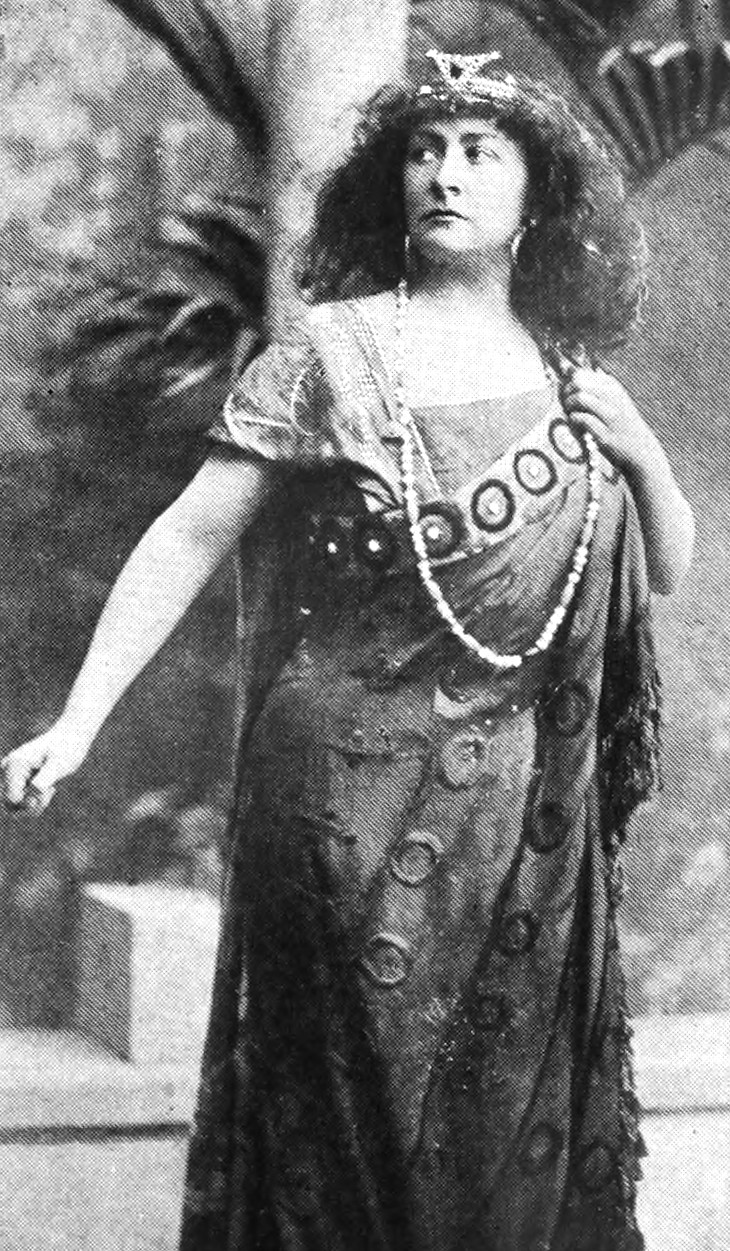
Emma Eames nel ruolo di Aida

Durante il suo periodo migliore la Eames possedeva una voce da soprano opulentamente bella, aristocratica e sapientemente addestrata. Iniziò come uno strumento puramente lirico, ma aumentò di dimensioni nel tempo, permettendole di cantare parti pesanti come Aida, Sieglinde, Santuzza e Tosca in grandi auditorium. I critici musicali occasionalmente la rimproverono, tuttavia, per la freddezza delle sue interpretazioni e il modo distaccato sul palco.
Secondo quanto riferito, la Eames era scontenta del modo in cui cantava nella serie di registrazioni commerciali di 78 giri che fece nel 1905-1911 per la Victor Talking Machine Company e i tecnici della Victor erano altrettanto scontenti del suo atteggiamento imperioso in studio. L'ingegnere della Victor Harry O. Sooy osservò acidamente nelle sue memorie "La data dell'ultima registrazione di Mme. Eames è stata il 14 aprile 1911e il personale della registrazione non ha avuto un minuto di agitazione perché non fa più dischi per la V.T.M. Co." Nel 1939, tuttavia, apparve in una trasmissione radiofonica americana e scelse alcune delle sue migliori registrazioni da far sentire agli ascoltatori, parlando con poca modestia dei loro meriti. La voce della Eames è stata anche catturata "dal vivo" durante un'esibizione dal vivo al Met nel 1903, su alcune registrazioni primitive che sono diventate note come Cilindri Mapleson. Su questi cilindri canta (in modo impressionante) frammenti della Tosca. Possono essere ascoltati sotto forma di trasferimenti digitali rimasterizzati, insieme a tutte le sue registrazioni della Victor, su un CD della Romophone (numero di catalogo 81001-2).
Oltre a Tosca e Romeo e Giulietta, il repertorio della Eames comprendeva un gruppo di opere relativamente piccolo ma stilisticamente diversificato, che andava da opere composte da Mozart, fino a Verdi e Wagner e a Mascagni. Esse comprendevano, tra le altre, Aida, Otello, Il trovatore, Un ballo in maschera, Lohengrin, I maestri cantori di Norimberga, La Valchiria, Faust, Werther, Cavalleria rusticana, Il flauto magico, Le nozze di Figaro e Don Giovanni.

### Vita privata

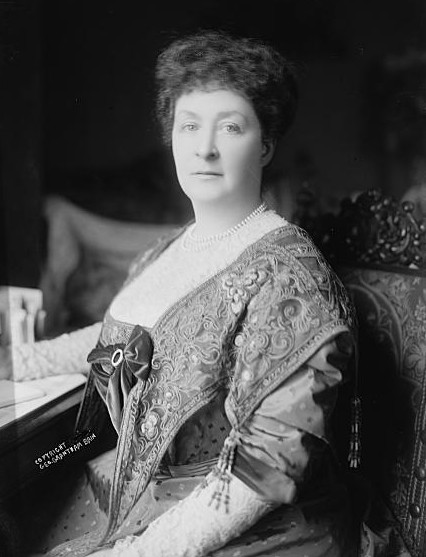
Emma Eames (1909)

La Eames era una donna bella e orgogliosa. Si sposò due volte, prima con un pittore della società di nome Julian Russell Story, e poi con il famoso baritono da concerto Emilio de Gogorza, con il quale fece alcuni dischi di duetti. Entrambi i matrimoni finirono con un divorzio. Non aveva figli, ma nella sua autobiografia ha ammesso che una volta è stata costretta a sottoporsi a una certa "procedura medica" per interrompere una gravidanza.
Parigi è stata la principale residenza della Eames negli anni '20 e nei primi anni '30. Si è trasferita a New York nel 1936, dove ha dato lezioni di canto. Si è anche affezionata agli spettacoli di Broadway per rilassarsi. Morì nel 1952, dopo una lunga malattia, all'età di 86 anni nella sua casa di Manhattan. È sepolta nel cimitero di Oak Grove a Bath, nel Maine. Sua nipote, l'attrice Clare Eames, è stata la prima moglie del noto drammaturgo e sceneggiatore Premio Oscar Sidney Howard.
La Eames lasciò un patrimonio di $503,157 (equivalenti a $4.9 milioni nel 2020).

## Repertorio
- Georges Bizet
  - I pescatori di perle (Léïla)
  - Carmen (Micaela)
- Charles Gounod
  - Faust (Margherita)
  - Mireille (Mireille)
  - Romeo e Giulietta (Giulietta Capuleti)
- Luigi Mancinelli
  - Ero e Leandro (Ero)
- Pietro Mascagni
  - Cavalleria rusticana (Santuzza)
  - Iris (Iris)
- Jules Massenet
  - Werther (Carlotta)
- Wolfgang Amadeus Mozart
  - Le nozze di Figaro (Contessa d'Almaviva)
  - Don Giovanni (Donna Anna; Donna Elvira)
  - Il flauto magico (Pamina)
- Giacomo Puccini
  - Tosca (Floria Tosca)
- Camille Saint-Saëns
  - Ascanio (Colomba)
- Giuseppe Verdi
  - Il trovatore (Leonora)
  - La traviata (Violetta Valéry)
  - Un ballo in maschera (Amelia)
  - Aida (Aida)
  - Otello (Desdemona)
  - Falstaff (Mrs. Alice Ford)
- Richard Wagner
  - Tannhäuser (Elisabetta)
  - Lohengrin (Elsa di Brabante)
  - La Valchiria (Siglinda)
  - I maestri cantori di Norimberga (Eva)